# Thaumetopoea herculeana
Thaumetopoea herculeana is een vlinder uit de familie tandvlinders (Notodontidae). De wetenschappelijke naam is voor het eerst geldig gepubliceerd in 1837 door Rambur.
De soort komt voor in Europa.
1. 1 2  Fernández Vidal, Eliseo; Bergantiños Rodríguez, Xosé (2012). «Primera cita de Thaumetopoea herculeana (Rambur, 1837) de la provincia de Ourense (Galicia, noroeste de la Península Ibérica) (Lepidoptera: Thaumetopoeidae)». Boletín de la Sociedad Entomológica Aragonesa (S.E.A.) (Zaragoza) (50): 575‒576.